# Wally Kurth
Wally Kurth (Billings, 31 luglio 1958) è un attore statunitense.
È noto per il ruolo di Justin Kiriakis in Il tempo della nostra vita e per il ruolo di Ned Quartermaine in General Hospital.

## Biografia
Wally è nato a Billings (Montana) il 31 luglio 1958.

### Carriera
Dal 1987 al 1991 interpreta Justin Kiriakis nella soap opera Il tempo della nostra vita. Dopo la sua uscita dalla soap opera DAYS, nel 1991 entra nel cast della soap opera General Hospital nel ruolo di Ned Quartermaine che interpreta fino al 2007. Dal 2007 al 2008 entra nel cast della soap opera Così gira il mondo interpretando il personaggio di Sam Hutchins. Nel 2009 torna nella soap opera Il tempo della nostra vita nel ruolo di Justin Kiriakis ruolo che ricopre tutt'ora. Mentre lavora in DAYS, torna a General Hospital nel ruolo di Ned Quartermaine a partire dal 2012 ruolo che ricopre tutt'ora. A partire dal 2020, Kurth appare sia in Il tempo della nostra vita che in General Hospital. Nel 2020 ha recitato nel film More Beautiful for Being Been Broken.

## Vita privata
Kurth è sposato con Debra Yuhasz dal 2003. Hanno un figlio: Brogan George (nato il 14 novembre 2004). Kurth era precedentemente sposato con Cynthia Ettinger (1990–1993) e con Rena Sofer (1995–1997). Kurth e Sofer condividono una figlia: Rosabel Rosalind (nata il 17 settembre 1996). Kurth ha anche una figlia da una precedente relazione: Meghann Sidney (nata il 29 ottobre 1985).

## Filmografia

### Cinema
- Brivido freddo (Final Embrace), regia di Oley Sassone (1992)
- I Love You, Don't Touch Me!, regia di Julie Davis (1997)
- Amy's O - Finalmente l'amore (Amy's Orgasm), regia di Julie Davis (2001)

### Televisione
- Il tempo della nostra vita  – serial TV, 1045 puntate (1987-in corso)
- General Hospital – serial TV, 740 puntate (1991-in corso)
- L'ultimo anello dell'inganno (The Stepsister), regia di Charles Correll – film TV (1997)
- Oh, Grow Up – serie TV, episodio 1x06 (1999)
- Così gira il mondo (As the World Turns) – serial TV, 25 puntate (2007-2008)
- Law & Order: LA – serie TV, episodio 1x09 (2011)
- Hot in Cleveland – serie TV, episodio 4x16 (2013)